# Cenere e diamanti
Cenere e diamanti (Popiół i diament) è un film del 1958 diretto da Andrzej Wajda. Il titolo del film è tratto da una poesia di Cyprian Norwid.

## Trama
L'8 maggio 1945 (il giorno in cui la Germania si arrese ufficialmente) in una piccola città polacca due soldati dell'esercito Armia Krajowa di nome Maciek e Andrzej devono assassinare il commissario comunista Szczuka, ma falliscono uccidendo due civili, operai di una fabbrica. Viene così data loro una seconda possibilità all'hotel del villaggio di Ostrowiec  e nella sala banchetti Monopol.
Nel frattempo si sta organizzando una festa in onore della nomina di un sottosegretario e sindaco della città da parte del suo assistente Drewnowski. Questo è in realtà un doppio agente, coinvolto nel precedente tentativo fallito di assassinare il commissario comunista. Maciek ottiene una stanza accanto al suo obiettivo dopo aver convinto il receptionist parlando di Varsavia, città natale di entrambi. Mentre lui e Andrzej si aspettano di compiere la missione, Maciek si innamora di una cameriera d'albergo, Krystyna. I due decidono di fare una passeggiata dopo essere andati a letto insieme, ma quando inizia a piovere decidono di trovare riparo in una chiesa in rovina. Krystyna nota una poesia di Cyprian Norwid incisa sul muro, ne legge con difficoltà le parole annerite e quasi del tutto cancellate. Quando i due si salutano, Maciek le promette che cercherà di cambiare le cose per poter stare con lei. Tornato al bar, Maciek esprime i suoi dubbi sull'omicidio da compiere e ha un duro confronto con Andrzej, il quale lo esorta a portare a termine il suo compito onde evitare di passare per disertore. Nel frattempo, Drewnowski, completamente ubriaco, rovina il banchetto, ricoprendo gli altri ospiti con la schiuma di un estintore.
Dopo il ricevimento, Szczuka viene a sapere che suo figlio diciassettenne Marek è stato arrestato per essersi unito a una milizia clandestina. Maciek lo aspetta nella hall, lo segue e gli spara diversi colpi a distanza ravvicinata. L'indomani, Maciek vorrebbe lasciare Ostrowiec in treno. Dice a Krystyna che non è riuscito a cambiare le cose, spezzandole il cuore. Sulla strada per la stazione, Maciek vede Andrzej che picchia Drewnowski per il suo opportunistico sostegno alla clandestinità; quando Drewnowski lo riconosce e lo chiama per nome, Maciek scappa via. Tuttavia, si imbatte accidentalmente in alcuni soldati polacchi e, in preda al panico, estrae la pistola. Questi gli sparano e lo feriscono. Maciek prova a fuggire, braccato dai militari, ma cade a terra e muore agonizzante.

## Produzione
Il film è stato prodotto dalla Zespól Filmowy "Kadr". La Ancona Films Inc. si è occupata del suono, mentre la Wroclaw Rhythm Quintet ha creato le musiche. Le scene sono state girate completamente in Polonia, soprattutto a Wroclaw (Dolnoslaskie) e Trzebnica.

### Sceneggiatura
Il film è liberamente ispirato a un romanzo del 1948 di Jerzy Andrzejewski e per il quale vi erano stati dei tentativi di adattamento da parte di Erwin Axer, Antoni Bohdziewicz e Jan Rybkowski.
Nel novembre 1957, Wajda ebbe un colloquio epistolare con Andrzejewski, e gli suggerì diverse modifiche alla versione iniziale della storia. Venne eliminata una parte che riguardava il giudice Antoni Kossecki, in modo che la trama principale si concentrasse sul confronto tra Maciek e Szczuka. Inoltre, Wajda propose di condensare la storia in un solo giorno. Wajda e Andrzejewski completarono la sceneggiatura nel gennaio 1958, sottoponendola alla Commissione per la valutazione delle sceneggiature, che dopo una lunga riflessione diede esito positivo.

## Accoglienza
All'uscita, il film sub in patria una dura critica da parte della classe dirigente comunista e del noto regista Aleksander Ford, che ne contestò la natura controrivoluzionaria.
Georges Sadoul definì Ceneri e diamanti il capolavoro di Wajda e aggiunse: «È interpretato magistralmente da Cybulski che, con i suoi occhiali affumicati, sa rendere una personalità complessa, tormentata, piena di contrasti». Lo stesso personaggio interpretato da Cybulski così viene tratteggiato da Gianni Volpi: «partigiano di destra, è prigioniero di un passato impuro. Fedele a esso, esegue l'ordine assurdo di uccidere un vecchio leader comunista, appena rientrato dall'esilio».
Morando Morandini all'inizio degli anni Sessanta disse che Cenere e diamanti, oltre ad essere tra i più rappresentativi dell'allora giovane cinema polacco da un punto di vista artistico, avesse dato allo stesso «un'omogeneità unica al mondo: l'eroismo, la sofferenza, la solitudine, tutti drammi individuali e collettivi che sono i corollari della guerra».

## Distribuzione
Le date di uscita internazionali sono state:
- 3 ottobre 1958 in Polonia  (Popiól i diament)
- 7 luglio 1959 in Giappone  (灰とダイヤモンド)
- 6 novembre 1959 in Francia (Cendres et diamant)
- 3 dicembre 1959 in Italia  (Cenere e diamanti)
- 29 maggio 1961 negli Stati Uniti d'America (Ashes and Diamonds)
- 7 novembre 2008 in Argentina (Cenizas y diamantes)

## Riconoscimenti
- 1959 – Mostra internazionale d'arte cinematografica
  - Premio FIPRESCI ad Andrzej Wajda
- 1960 – British Academy Film Awards
  - Candidatura al miglior film ad Andrzej Wajda
  - Candidatura al miglior attore straniero a Zbigniew Cybulski